# Gmina Bukowina Tatrzańska
Bukowina Tatrzańska (do roku 1954 Bukowina) je gmina v Malopolském vojvodství v okrese Tatry. V letech 1975–1998 se nacházela v Novosadeckém vojvodství.
Gminu tvoří osm starostenství: Bukowina Tatrzańska, Białka Tatrzańska, Brzegi, Czarna Góra, Groń, Jurgów, Leśnica a Rzepiska.
Nachází se v částech dvou etnografických regionů: Podhalí a Spiši.
Podle údajů z 30. června 2004 v gmině žilo 12 274 obyvatel.